# Нігматулліно
Нігмату́лліно (рос. Нигматуллино, башк. Ниғмәтулла) — село у складі Альшеєвського району Башкортостану, Росія. Адміністративний центр Нігматуллінської сільської ради.
Населення — 553 особи (2010; 614 в 2002).
Національний склад:
- татари — 89 %